# Феміністична географія
Феміністична географія — субдисципліна економічної та соціальної географії, що застосовує теорії, методи та критику фемінізму до вивчення людського середовища, суспільства та географічного простору. Феміністична географія виникла в 1970-х роках, коли учасниці жіночого руху закликали наукові кола включити жінок як виробниць, так і як суб'єктів наукової роботи. Феміністичні географині прагнуть включити у вивчення географії позиції раси, класу, здібностей та сексуальності. Ця дисципліна стала мішенню для фальсифікацій, пов'язаних з дослідженнями скарг.

## Географія жінок
Географія жінок досліджує вплив географії на гендерну нерівність і теоретично на неї впливають географія добробуту та ліберальний фемінізм. Географині-феміністки наголошують на різноманітних гендерних обмеженнях, які встановлюють відстань і просторове розділення (наприклад, просторові міркування можуть відігравати певну роль у обмеженні жінок у певних місцях чи соціальних сферах). У своїй книзі «Companion to Feminist Geography» («Супутник феміністичної географії») Сігер і Джонсон стверджують, що гендер — це лише обмежений підхід до розуміння пригнічення жінок протягом десятиліть колоніальної історії. Таким чином, розуміння географії жінок вимагає критичного підходу до питань вимірів віку, класу, етнічного походження, орієнтації та інших соціально-економічних факторів. Однак, раннє заперечення проти концепції географії жінок стверджувало, що гендерні ролі в основному пояснюються через гендерну нерівність. Однак Форд і Грегсон стверджують, що ідея гендерних ролей випливає зі статичної соціальної теорії, яка звужує фокус до жінок і зображує жінок як жертв, що дає вузьке прочитання дистанції. Натомість вони стверджують, що концепція географії жінок здатна показати, як просторові обмеження та відокремлення входять у конструювання позицій жінок. У 2004 році теоретик Едвард Саїд критикував ідею географічних просторів у такому контексті, де дії щодо гендерних практик репрезентації фабрикуються через домінуючі ідеологічні переконання. У відповідь феміністичні географині стверджують, що викривлені уявлення про гендерні ролі та феміністичні рухи, які сприймаються як належне, показують, що виклики колоніального сьогодення полягають в обмежених просторових можливостях жінок. Тому феміністична географія будується на принципі, що гендер має застосовуватися і розвиватися з точки зору простору.

## Соціалістична феміністична географія
Соціалістична феміністична географія, теоретично під впливом марксизму та соціалістичного фемінізму, прагне пояснити нерівність, зв'язок між капіталізмом і патріархатом, а також взаємозалежність географії, гендерних відносин та економічного розвитку за капіталізму. Соціалістична феміністична географія розглядає питання зменшення гендерної нерівності, спричиненої патріархатом і капіталізмом, і зосереджується переважно на просторовому поділі, гендерному місці та місцевості. Невизначеність щодо належної артикуляції гендерного та класового аналізу підживлює ключові теоретичні дебати в межах соціалістичної феміністичної географії. Наприклад, при аналізі заміжніх жінок-іммігранток з материкового Китаю, які проживають у Нью-Йорку, жінки залишаються основним об'єктом аналізу, а гендер — основним соціальним відношенням. Однак соціалістичні феміністичні географи також визнають, що багато інших факторів, таких як клас, впливають на досвід та обставини життя жінок після міграції.
Соціалістичні феміністичні географині спершу працювали переважно в міському масштабі: Англо-американські феміністичні географині зосереджувалися на соціальному та просторовому відокремленні заміських будинків від оплачуваної роботи. Це вважалося життєво важливим для повсякденного розвитку та підтримки традиційних гендерних відносин у капіталістичних суспільствах.
Соціалістичні географині-феміністки також аналізують способи, якими вплив географічних відмінностей на гендерні відносини не тільки відображає, але й частково визначає місцеві економічні зміни. Концепція «цитатності» Джудіт Батлер досліджує відсутність агентури, що оточує сприяння присутності жінок у географічній дисципліні. Згодом географині-феміністки дійшли висновку, що кожного разу, коли вживаються перформативні заходи для зменшення прав жінок у географічному просторі, навколишні конвенції адаптуються, щоб зробити це нормою. Наприклад, книга Сьюзен Гансон і Джеральдін Пратт «Гендер, робота та простір» показує, як географічні елементи, такі як конфігурація робочих місць, розподіл ресурсів і дизайн міського та сільського середовища, сприяють формуванню та посилення гендерної нерівності в сфері праці.

## Феміністичні географії відмінностей
Феміністичні географії відмінностей — це підхід до феміністичної географії, який зосереджується на побудові гендерної ідентичності та відмінностей між жінками. У ній досліджуються гендер і структура природи через культурні, постструктурні, постколоніальні та психоаналітичні теорії, а також твори кольорових жінок, лесбійок, геїв і жінок із країн третього світу. У цьому підході географині-феміністки наголошують на вивченні мікрогеографій тіла, мобільних ідентичностей, відстані, відокремленості та місця, уявних географій, колоніалізму та постколоніалізму, середовища чи природи.
З кінця 1980-х років багато феміністичних географинь перейшли до трьох нових напрямків досліджень: категорії гендеру між чоловіками та жінками, формування гендерних відносин та ідентичностей, а також відмінності між релятивізмом та ситуативним знанням.
По-перше, феміністичні географині оскаржили і розширили категорії гендеру між чоловіками і жінками. Завдяки цьому вони також почали досліджувати відмінності в конструюванні гендерних відносин залежно від раси, етнічної приналежності, віку, релігії, сексуальності та національності, приділяючи особливу увагу жінкам, які позиціонуються вздовж численних осей відмінностей.
По-друге, щоб краще зрозуміти, як формуються і сприймаються гендерні відносини та ідентичності, феміністичні географи залучають ширший спектр соціальної теорії та культури. Спираючись на цю теоретичну платформу, феміністичні географині мають більше можливостей обговорювати і дискутувати про вплив постструктуралістських і психоаналітичних теорій на множинні ідентичності.
Нарешті, різниця між релятивізмом і ситуаційним знанням є ключовою темою для обговорення. Завдяки цим дискусіям географині-феміністки знайшли способи поєднати часткові перспективи з відданістю політичним діям і суспільним змінам.

## Критична географія людини
Критична гуманітарна географія визначається як «різноманітний і швидко мінливий набір ідей і практик в межах гуманітарної географії, пов'язаних спільною прихильністю до емансипативної політики в межах і поза межами дисципліни, до сприяння прогресивним соціальним змінам, а також до розвитку широкого спектру критичних теорій та їх застосування в географічних дослідженнях і політичній практиці».
Критична географія людини виникла з поля англофонічної географії в середині 1990-х років і представляє широкий альянс прогресивних підходів до дисципліни. Критичні географи та географині людини зосереджуються на ключових публікаціях, які відзначають різні епохи критичної географії людини, спираючись на анархізм, антиколоніалізм, критичну расову теорію, екологізм, фемінізм, марксизм, нерепрезентативну теорію, постмарксизм, постколоніалізм, постструктуралізм, психоаналіз., квір — теорія, ситуаційізм і соціалізм.
Критична людська географія розуміється як множинна, динамічна та суперечлива.
Замість окремої піддисципліни географії, феміністична географія часто вважається частиною ширшого, постмодерністського, критичного теоретичного підходу, який спирається на теорії Мішеля Фуко, Жака Дерріда та Джудіт Батлер, а також багатьох постколоніальних теоретиків. Географи-феміністки часто зосереджуються на життєвому досвіді окремих осіб і груп у географії їхніх власних місцевостей, а не на теоретичному розвитку без емпіричної роботи.
Багато географів-феміністів вивчають ті самі теми, що й інші географи, але зосереджуються саме на гендерному розподілі. Це переросло у занепокоєння ширшими питаннями гендеру, сім'ї, сексуальності, раси та класу. Приклади сфер, на яких зосереджується увага, включають
- географічні відмінності в гендерних відносинах і гендерній рівності,
- географію жінок (наприклад, просторові обмеження та географія добробуту),
- конструювання гендерної ідентичності через використання та характер просторів і місць,
- географію сексуальності (квір-теорію),
- географії інвалідності,
- географію дітей.

Феміністичні географині також перебувають під сильним впливом сучасних глобалізаційних та неоліберальних дискурсів, які проявляються на транснаціональному та транслокальному рівнях, і реагують на них.

Феміністська географія також критикує економічну та соціальну географію та інші академічні дисципліни, стверджуючи, що академічні структури традиційно характеризуються патріархальною перспективою і що сучасні дослідження, які не протистоять природі попередньої роботи, посилюють маскулінну упередженість академічних досліджень. Праця британської географині Джилліан Роуз «Фемінізм і географія» є однією з таких стійких критик, які стверджують, що підхід до людської географії у Великій Британії є історично маскуліністським. Ця географічна маскулінізація включає традиції опису ландшафтів як жіночих просторів — а отже, підпорядкованих географам-чоловікам — і подальші припущення про розділення між розумом і тілом. Джонстон і Сайдевей описують такий поділ як «картезіанський дуалізм» і далі пояснюють його вплив на географію:
«Картезіанський дуалізм підкреслює наше мислення у безліч способів, не в останню чергу у розходженні соціальних наук від природничих, а також у географії, яка ґрунтується на відокремленні людей від їхнього середовища. Таким чином, хоча географія незвичайна тим, що охоплює природничі та соціальні науки і зосереджується на взаємозв'язках між людьми та їхнім середовищем, все ще вважається, що ці дві науки відрізняються одна від одної і впливають одна на іншу. Географія, як і всі соціальні науки, побудована на певній концепції розуму і тіла, яка розглядає їх як окремі, відокремлені і діючі одне на одного (Johnston, 1989, цит. за: Longhurst, 1997, с. 492). Таким чином, феміністичні роботи також намагалися трансформувати підходи до вивчення ландшафту, пов'язуючи його з тим, як його представляють („оцінюють“, так би мовити), аналогічно до гетеросексуального чоловічого погляду, спрямованого на жіноче тіло (Nash 1996). Обидві ці (та інші) проблеми — щодо тіла як об'єкта суперечок і декартівського розрізнення між розумом і тілом — були поставлені під сумнів у постмодерністській і постструктуралістській феміністичній географії».
Інші феміністичні географині досліджували, як сама географічна дисципліна репрезентує та відтворює гетеросексуальний чоловічий погляд. Феміністичні географині, такі як Кетрін МакКіттрік, стверджують, що те, як ми бачимо і розуміємо простір, фундаментально пов'язане з тим, як ми розуміємо гегемоністичну присутність білого чоловіка-суб'єкта в історії, географії та в матеріальності повсякденного простору. Спираючись на теорії Сільвії Вінтер щодо расового виробництва публічного та приватного простору, МакКітрік кидає виклик «соціальним ландшафтам, які припускають, що субалтерне населення не має жодного відношення до виробництва простору», і пише, щоб задокументувати географію чорних жінок, щоб «дозволяють нам залучитися до розповіді, яка знаходить і спирається на історії темношкірих і теми чорношкірих, щоб зробити видимими соціальні життя, які часто переміщений, зроблений негеографічним». МакКіттрік робить ставку на співартикуляцію раси та статі, оскільки вони артикулюють простір, пишучи: «Я наголошую тут, що расизм і сексизм не просто тілесні чи засновані на ідентичності; расизм і сексизм також є просторовими діями та ілюструють чорний географічний досвід і знання жінок, оскільки вони стали можливими завдяки домінуванню». Більше того, багато географинь-феміністів критикували економічну та соціальну географію за центрування чоловічого знання, наголошуючи на «об'єктивному» знанні, стверджуючи натомість про використання ситуаційного знання, яке розуміє як спостереження, так і аналіз як вкорінені в частковій об'єктивності.

## Виклики феміністичної географії
Лінда МакДавелл і Джоанна П. Шарп, фундаментальні феміністичні географині та дослідниці, описують боротьбу за визнання в академічних колах, кажучи, що «[це була] довга боротьба за визнання в географії як дисципліни того, що гендерні відносини є центральною організуючою рисою як матеріального і символічного світів, так і теоретичної основи дисципліни». Феміністичні географині борються за своє місце в академічному середовищі у різний спосіб. По-перше, ідеї, які походять з феміністичного дискурсу, часто розглядаються як здоровий глузд, коли їх приймає ширша галузь, тим самим роблячи географію, яка є явно феміністичною, невидимою. Крім того, феміністична географія вважається єдиною підгалуззю географії, де гендерна проблематика розглядається чітко, що дозволяє ширшій дисципліні відсторонитися від феміністичних викликів. Нарешті, деякі географи вважають, що феміністичні практики повністю інтегровані в академічну науку, що робить феміністичну географію застарілою.
Виклики феміністичної географії також закладені в самій підгалузі. Епістемологія феміністичної географії стверджує, що позиції та життєвий досвід географів є настільки ж важливими для науки, як і те, що досліджується. Таким чином, феміністичні географині повинні підтримувати різноманітні ідентичності, щоб повноцінно працювати в дисципліні. Лінда Пік і Гілл Валентайн зазначають, що, хоча феміністична географія розглядає гендерні питання у більш ніж двадцяти п'яти країнах світу, наукові дослідження в галузі феміністичної географії проводяться переважно білими жінками-науковцями з інституцій Глобальної Півночі. У такий спосіб феміністична географія стикається не лише з бар'єрами, що вкорінені в академії, але й з відсутністю різноманітності у власній сфері.
Географині-феміністки спираються на широкий спектр соціальних і культурних теорій, включаючи психоаналіз і постструктуралізм, щоб розвинути повніше розуміння того, як формуються та приймаються гендерні відносини та ідентичність. Це призвело до фундаментального переосмислення гендеру та протиріч і можливостей, які надає уявна нестабільність і наполегливе повторення гендерних ролей на практиці. Зосередженість на множинних ідентифікаціях і вплив постструктуралістських і психоаналітичних теорій дозволили феміністським географиням вступити в діалог з іншими напрямками критичної географії. Однак цей відкритий діалог також спричинив напруження між географинями Сполучених Штатів і географами Великої Британії. Теоретичні розбіжності серед географинь-феміністок більш очевидні, ніж у минулому, але з 1994 року національні розбіжності між американськими та британськими географинями почали зменшуватися, оскільки обидві сторони рухаються в нових напрямках.

## Суперечки навколо феміністської географії
2018 року провідний журнал у феміністичній географії під назвою Gender, Place and Culture («Гендер, місце та культура») став предметом наукової видавничої містифікації, відомої як «Справа досліджень скарг». Джеймс А. Ліндсі, Пітер Богосян і Гелен Плакроуз нещиро подали статтю під назвою «Людська реакція на культуру зґвалтувань і квір-перформативність у міських парках для собак у Портленді, Орегон». У статті пропонується вважати собачі парки «просторами, що сприяють зґвалтуванню», місцем розгулу культури собачого зґвалтування та системного гноблення «пригноблених собак», через які можна виміряти та проаналізувати людське ставлення до обох проблем, застосовуючи чорну феміністичну кримінологію. У статті було висловлено припущення, що це може дати уявлення про те, як навчати чоловіків від сексуального насильства та фанатизму. Згодом стаття була відкликана. Містифікація була розкритикована як неетична і жорстока, а також як така, що розпалює расову ворожнечу і є жінконенависницькою, а критики містифікації припустили, що містифікатори спотворили процес експертного оцінювання.

## Відомі географині-феміністки
- Мона Домош
- Розалін Дойче
- Саманта Вайнберг
- Сьюзен Генсон
- Долорес Гайден
- Сара Голловей
- Сінді Кац
- Дорін Мессі
- Лінда Макдавелл
- Джилліан Роуз
- Евелін Стокс
- Ґілл Валентайн
- Рейчел Пейн

### Наукові журнали
- Gender, Place and Culture — A Journal of Feminist Geography Routledge ISSN 0966-369X Online ISSN 1360-0524